# Aldo Pellegrini
Aldo Mario Pellegrini, né en 1903 à Rosario et mort en 1973 à Buenos Aires, est un poète, essayiste et critique d'art argentin. Il est surtout connu comme l'introducteur du surréalisme en Amérique latine.
Deux ans après la publication du premier Manifeste du surréalisme d'André Breton en 1924, Pellegrini fonde avec Marino Cassano, Elias Piterbarg et David Sussmann le premier groupe surréaliste d'Amérique du Sud dans son Argentine natale, Qué, qui publie une revue du même nom, qui publie deux numéros entre 1928 et 1930. Il y propose notamment des traductions de René Char. Il subit également l'influence de Gaston Bachelard.
Son amitié avec son collègue poète Enrique Molina fut également fructueuse. Pellegrini a participé à la création et à l’édition des revues Ciclo, Letra y Línea, A partir de cero.
Son importante œuvre poétique a été rassemblée dans un volume intitulé La valija de fuego [La valeur du feu].

## Œuvres

### Poésie
- El muro secreto, (Le mur secret), Buenos Aires, Argonauta, 1949.
- La valija de fuego, (La valeur du feu) Buenos Aires : Américalee, 1952.
- Construcción de la destrucción, (Construction de la destruction), Buenos Aires, Un Partir de Cero, 1957.
- Distribución del silencio (Distribution du silence), Buenos Aires, Argonauta, 1966.
- La valija de fuego (poesía completa) [La valeur du feu (poésie complète], Buenos Aires, Argonauta, 2001.

### Théâtre
- Teatro de la inestable realidad (Théâtre de la réalité inestimable),Buenos Aires, El Carro de Tespis, 1964.

### Essais
- Para contribuir a la confusión general (Pour contribuer à la confusion générale), Buenos Aires, Nueva Vision, 1965.

### Sur la peinture
- Artistas abstractos argentinos (Artistes abstraits argentins), Paris/Buenos Aires, Cercle d'art, 1956.
- Panorama de la peinture argentine contemporaine, Buenos Aires, Paidos, 1967.
- Nouvelles tendances en la peinture. Buenos Aires : Muchnik, 1967.